# Добешево (Куявсько-Поморське воєводство)
Добешево (пол. Dobieszewo) — село в Польщі, у гміні Кциня Накельського повіту Куявсько-Поморського воєводства.
Населення — 358 осіб (2011).
У 1975-1998 роках село належало до Бидгощського воєводства.

## Демографія
Демографічна структура станом на 31 березня 2011 року:
|          | Загалом | Допрацездатний вік | Працездатний вік | Постпрацездатний вік |
| -------- | ------- | ------------------ | ---------------- | -------------------- |
| Чоловіки | 172     | 39                 | 113              | 20                   |
| Жінки    | 186     | 50                 | 95               | 41                   |
| Разом    | 358     | 89                 | 208              | 61                   |